# Dasymetopa fenestrata
Dasymetopa fenestrata é uma espécie de mosca ulita ou do tipo foto-asa do gênero Dasymetopa, da família Ulidiidae.
A Dasymetopa fenestrata foi descrita pela primeira vez em 1909, por Friedrich Georg Hendel.